# John Ericsson (skådespelare)
John Ericsson, ursprungligen Johan Eriksson, född 20 april 1883 i byn Hornberg i Österfärnebo, Gävleborgs län, död 7 september 1945 i Storkyrkoförsamlingen i Stockholm, var en svensk skådespelare och inspicient. Han var även verksam under artistnamnet Lång-Jerker. Han fick sin största roll som Fänrik Stål vid inspelningen av Fänrik Ståls sägner.

## Filmografi
- 1922 – Vem dömer
- 1925 – Karl XII del II
- 1926 – Fänrik Ståls sägner-del I
- 1926 – Fänrik Ståls sägner-del II
- 1928 – Gustaf Wasa del I
- 1928 – Gustaf Wasa del II
- 1932 – Vi som går köksvägen
- 1933 – Pettersson & Bendel
- 1934 – Anderssonskans Kalle
- 1935 – Munkbrogreven
- 1935 – Ebberöds bank
- 1935 – Kanske en gentleman
- 1935 – Flickornas Alfred
- 1935 – Järnets män
- 1936 – 33.333
- 1936 – Lindkvist och Lundkvist
- 1936 – Spöket på Bragehus
- 1936 – Stackars miljonärer
- 1936 – Vårt bygge – på hem och samhälle
- 1936 – Vi har melodin
- 1937 – John Ericsson - segraren vid Hampton Roads
- 1937 – Bergslagsfolk
- 1937 – En sjöman går iland
- 1937 – Skicka hem nr. 7
- 1938 – Du gamla du fria
- 1938 – En kvinnas ansikte
- 1938 – Med folket för fosterlandet
- 1938 – Bönderna kommer
- 1938 – Knut löser knuten
- 1938 – Studieresan
- 1939 – Midnattssolens son
- 1939 – Då länkarna smiddes
- 1939 – Vi två
- 1940 – Stål
- 1940 – Vi tre
- 1940 – Frestelse
- 1940 – Mjölkens mirakler
- 1941 – Göranssons pojke
- 1941 – Lasse-Maja
- 1941 – Dunungen
- 1941 – Söderpojkar
- 1942 – Himlaspelet
- 1942 – Rid i natt!
- 1942 – General von Döbeln
- 1942 – Jacobs stege
- 1942 – Trygghet och trivsel
- 1942 – Rospiggar
- 1942 – Farliga vägar
- 1943 – Livet på landet
- 1943 – I mörkaste Småland
- 1943 – Det brinner en eld
- 1943 – Natt i hamn
- 1943 – Eld upphör
- 1943 – I brist på bevis
- 1943 – Katrina
- 1944 – Vi på Vallberga
- 1945 – Galgmannen
- 1945 – 13 stolar
- 1945 – Barnen från Frostmofjället

## Teater

### Roller
| År   | Roll                         | Produktion                                         | Regi             | Teater                      |
| ---- | ---------------------------- | -------------------------------------------------- | ---------------- | --------------------------- |
| 1922 |                              | Trilby George du Maurier                           | Albert Ståhl     | Centralteatern              |
| 1922 | Snok-Ludde                   | Baldevins bröllop (Baldevins bryllup) Wilhelm Krag | Albert Ståhl     | Centralteatern              |
| 1922 |                              | Halta Lena och vindögda Per Ernst Fastbom          |                  | Tantolundens friluftsteater |
| 1926 | En figur                     | Moloch Erik Lindorm                                | John W. Brunius  | Oscarsteatern               |
| 1926 | Rättstjänaren Riksheraldiker | Lycko-Pers resa August Strindberg                  | Rune Carlsten    | Oscarsteatern               |
| 1929 | Carl Olson                   | Vid 37de gatan (Street Scene) Elmer Rice           | Svend Gade       | Oscarsteatern               |
| 1942 |                              | Svart granit Sekel Nordenstrand                    | Manne Grünberger | Folkan                      |

## Radioteater

### Roller
| År   | Roll                | Produktion                          | Regi        |
| ---- | ------------------- | ----------------------------------- | ----------- |
| 1944 | Erker, hemmansägare | Auktion Josef Briné och Nils Ferlin | Lars Madsén |